# اکوریزال
اکوریزال (به پرتغالی: Acorizal) یک سکونتگاه مسکونی در برزیل است که در ماتو گروسو واقع شده‌است.